# Tintinnida
Tintinnina
Sous-ordre
Classification GBIF
Ordre
Les Tintinnides (ordre des Tintinnida ou sous-ordre des Tintinnina de l'ordre des Choreotrichida) sont un groupe de ciliés de la classe des Oligotrichea. Ils se distinguent par des coquilles en forme de vase, dont le nom d'origine latine désigne une petite cloche qui tinte, que l'on appelle loricae, qui sont principalement des protéines mais peuvent incorporer de minuscules morceaux de minéraux.

## Caractéristiques

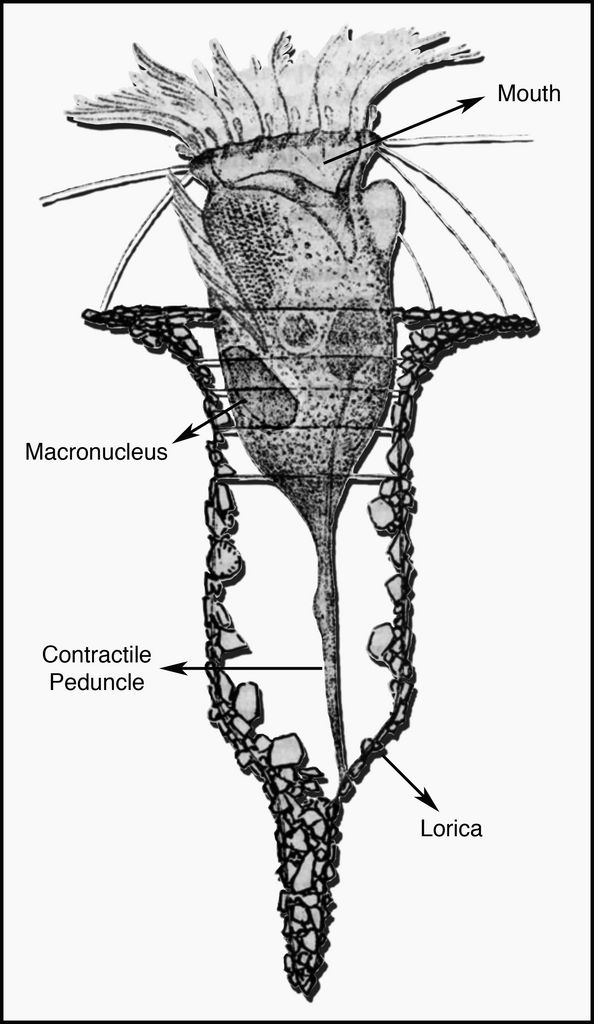
Schéma anatomique établi par Fauré-Fremiet (1924).

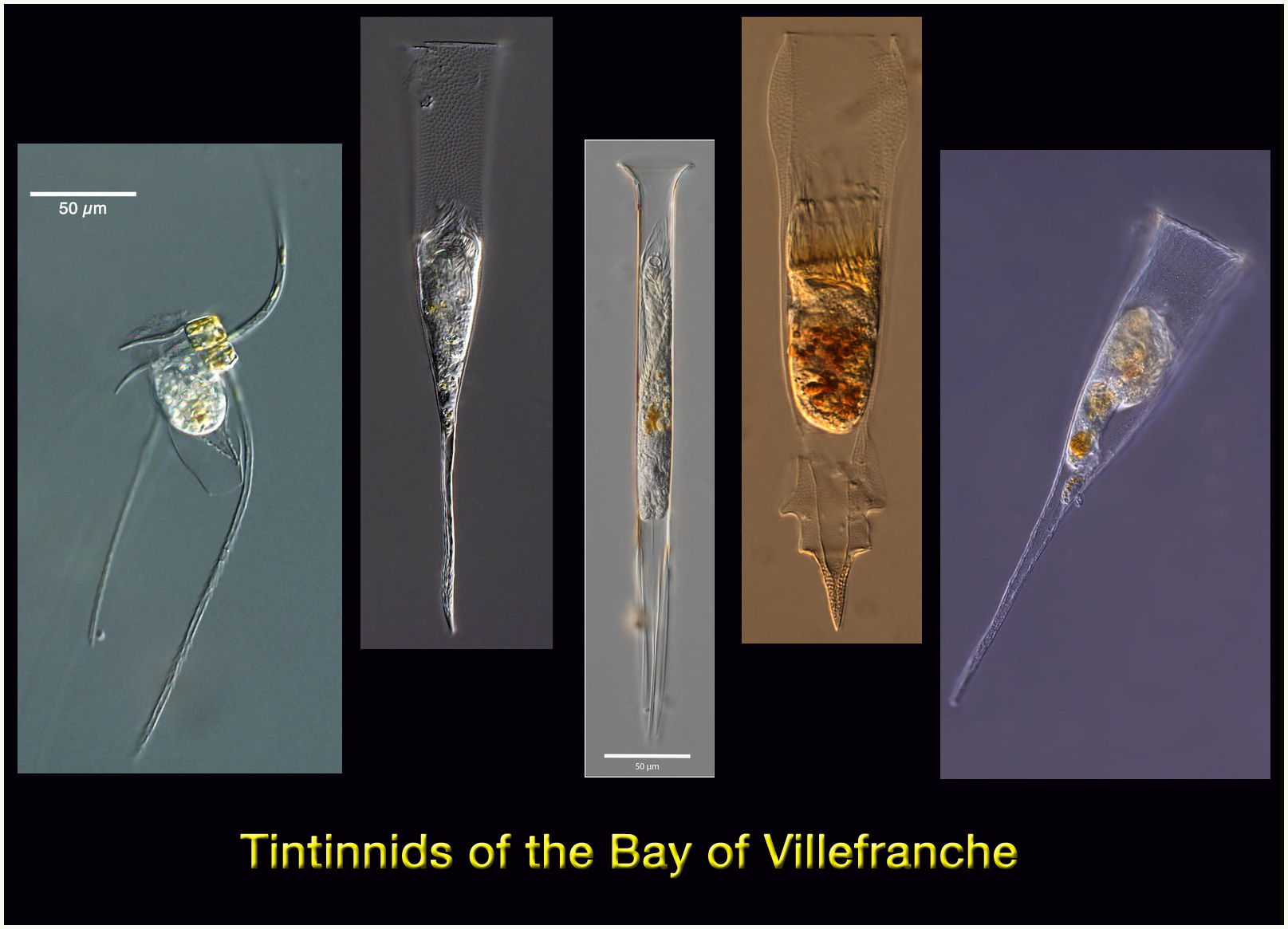
Tintinnides vivants de la baie de Villefranche-sur-Mer.

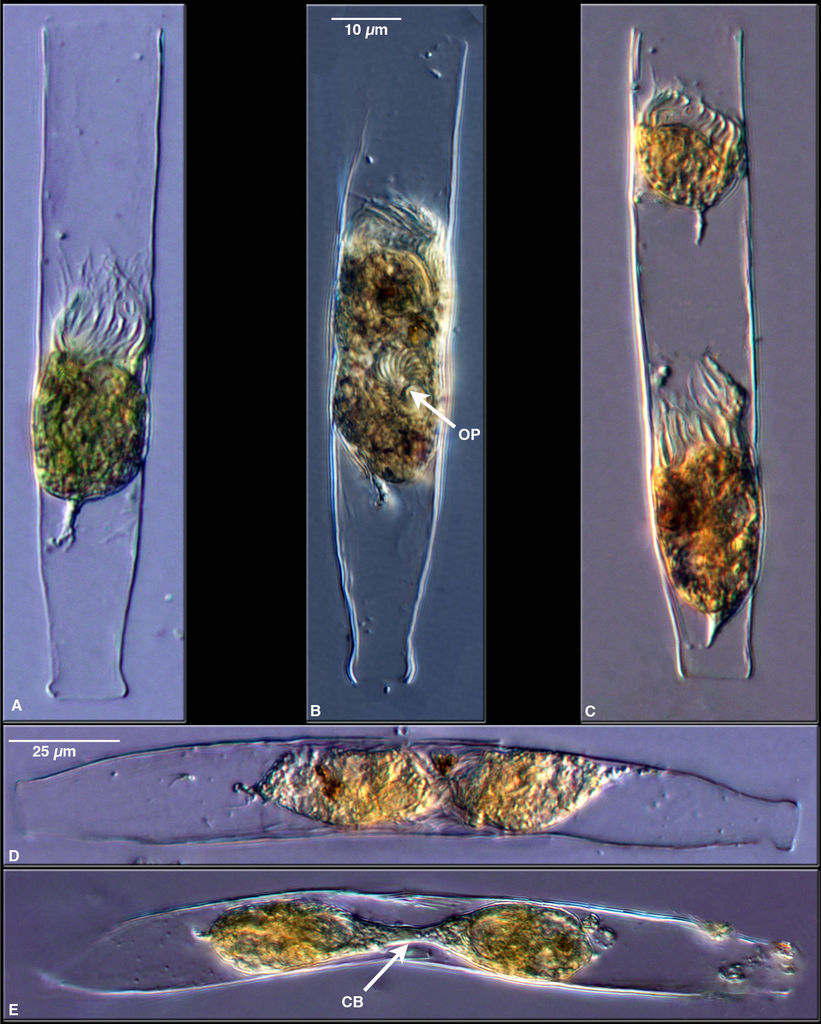
Stades de développement d'Eutintinnus inquilinus.

Les coquilles de Tintinnides (le terme technique est « loricae ») sont en forme de cloche, de vase ou d'amphore, et présentent une étonnante variété de formes suivant les espèces. Ils font partie des nombreux micro-organismes planctoniques présentés dans l'ouvrage classique d'Ernst Haeckel Kunstformen der Natur (1904), qui a popularisé la beauté du monde naturel (illustré plus bas).
Comme les autres protistes, les tintinnidés sont des organismes eucaryotes unicellulaires complexes, aquatiques et hétérotrophes. Ils se nourrissent principalement d'algues photosynthétiques (phytoplancton) et de bactéries. Ils font partie du microzooplancton (dont la taille est comprise entre 20 et 200 micromètres). Les Tintinidés se trouvent autant dans les eaux marines que les eaux douces. Cependant, ils sont plus courants dans l'eau salée et sont généralement présents en concentrations d'environ 100 par litre mais peuvent atteindre des abondances de plusieurs milliers d'individus par litre. Les caractéristiques de leurs loricae, ou coquilles, sont classiquement utilisées pour distinguer les quelque 1 000 espèces décrites. Cependant, ces dernières années, l'application de techniques histologiques et moléculaires a conduit à de nombreuses révisions taxonomiques.
De nombreuses espèces semblent avoir une large distribution (par exemple, de la baie de Chesapeake à la Nouvelle-Calédonie), tandis que d'autres sont limitées à certaines zones, comme les eaux arctiques ou les mers côtières. Néanmoins, on peut trouver des dizaines d'espèces différentes dans presque toutes les eaux. Comme d'autres membres du microzooplancton (tels que les ciliés oligotriches, les dinoflagellés hétérotrophes, les radiolaires, etc.), les tintinnidés constituent un maillon essentiel des chaînes alimentaires aquatiques, car ils sont les « herbivores » du plancton. Ils se nourrissent de phytoplancton (algues et cyanobactéries) et servent à leur tour de nourriture à des organismes plus grands comme les copépodes (petits crustacés) et les larves de poissons.
L'image en couleur ci-dessous est un spécimen de Dictyocysta mitra provenant de la baie de Villefranche en Méditerranée. Les projections en forme de cheveux pointant vers le haut de la coquille sont les cils de la cellule. Les cils génèrent un flux d'eau à travers l'embouchure de la cellule, mettant en contact la nourriture et déplaçant le tintinnidé. Leur mode de nage est plutôt « sautillant » - ou dansant - ils font partie du sous-ordre des « choreotriches » qui signifient « poils dansants » en raison de leur comportement de nage et de leurs cils.

## Registre fossile
Des fossiles ressemblant à des loricae de tintinnidés en forme et en taille, les Calpionellidés, apparaissent dès l'Ordovicien mais sont formés de calcite et comme aucun taxon cilié existant ne forme de coquille de calcite, il est peu probable qu'il s'agisse de tintinnidés et probablement pas de ciliés du tout. Les tintinnidés constituent une partie importante du registre fossile en raison de la rareté avec laquelle la plupart des autres ciliés se conservent dans les conditions de l'environnement marin. Les loricae de certains tintinnidés sont facilement préservés, ce qui leur donne un registre fossile relativement bon. 

## Liste des familles identifiées
Selon le World Register of Marine Species (30 septembre 2023) :
- Ascampbelliellidae Corliss, 1960
- Codonellidae Kent, 1881
- Codonellopsidae Kofoid & Campbell, 1929

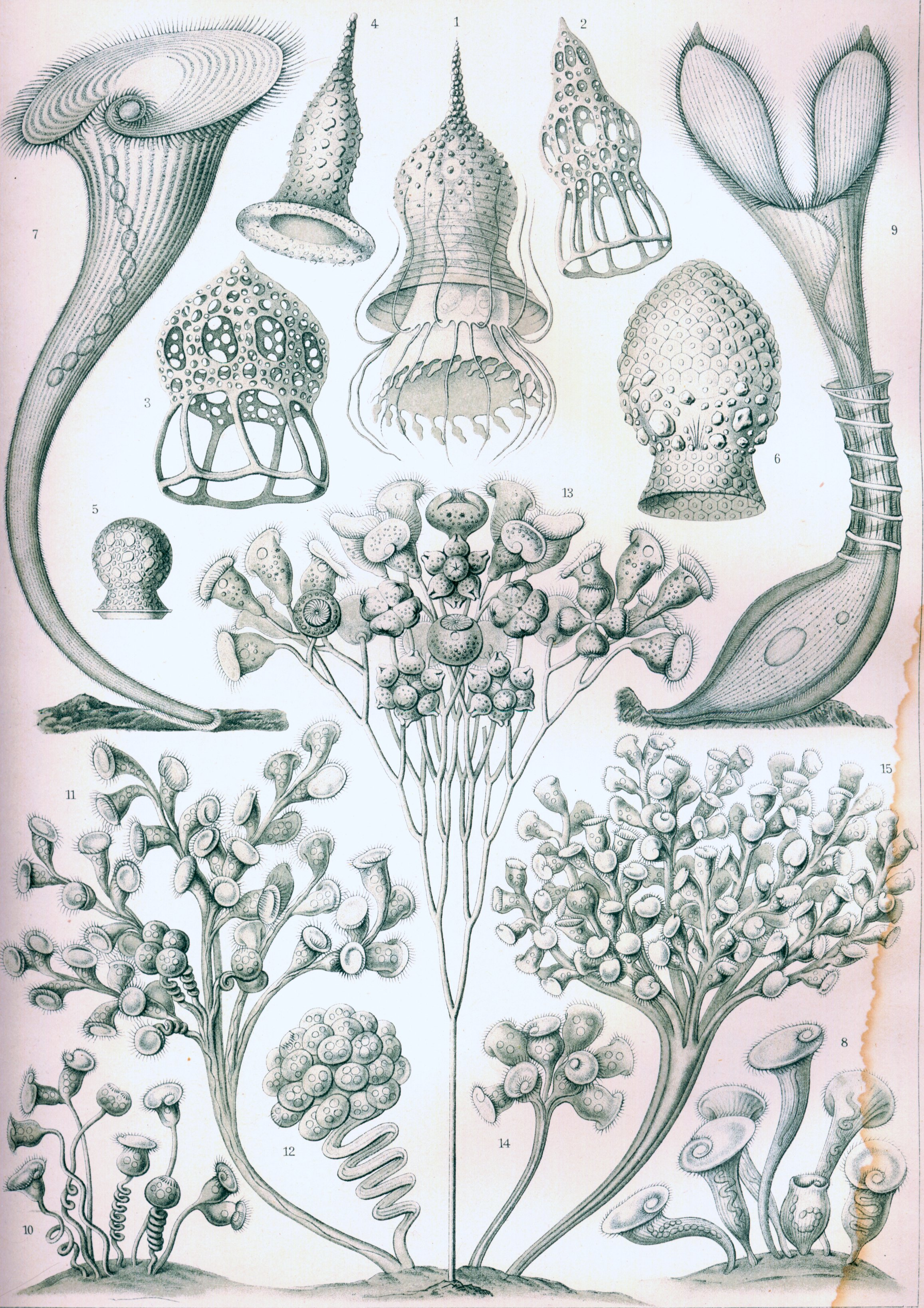
Planche des Ciliata d'Ernst Haeckel (1904). Les cinq animaux au centre haut sont des tintinnides.

- Cyttarocylididae Kofoid & Campbell, 1939
- Dictyocystidae Haeckel, 1873
- Epiplocylididae Kofoid & Campbell, 1939
- Eutintinnidae Bachy, Gómez, López-García, Dolan & Moreira, 2012
- Metacylididae Kofoid & Campbell, 1929
- Nolaclusiliidae Sniezek, Capriulo, Small & Russo, 1991
- Petalotrichidae Kofoid & Campbell, 1929
- Ptychocylididae Kofoid & Campbell, 1929
- Rhabdonellidae Kofoid & Campbell, 1929
- Tintinnidae Claparède & Lachmann, 1858
- Tintinnidiidae Kofoid & Campbell, 1929
- Undellidae Kofoid & Campbell, 1929
- Xystonellidae Kofoid & Campbell, 1929

Selon GBIF (30 septembre 2023) :
- Codonellidae
- Codonellopsidae
- Crassicollariidae
- Ptychocylidae
- Ptychocylididae
- Aubertianella Szczechura, 1969
- Nassacysta Steemans, Breuer, de Goyet, Marshall & Gerrienne, 2014

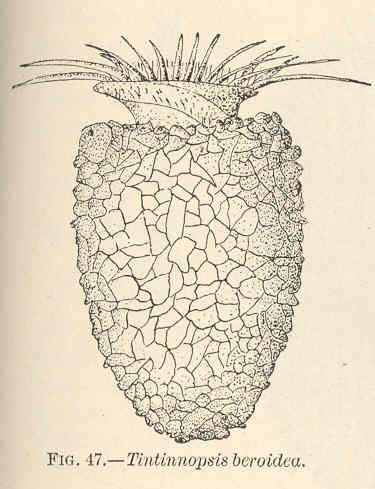
Tintinnopsis beroidea (Codonellidae).
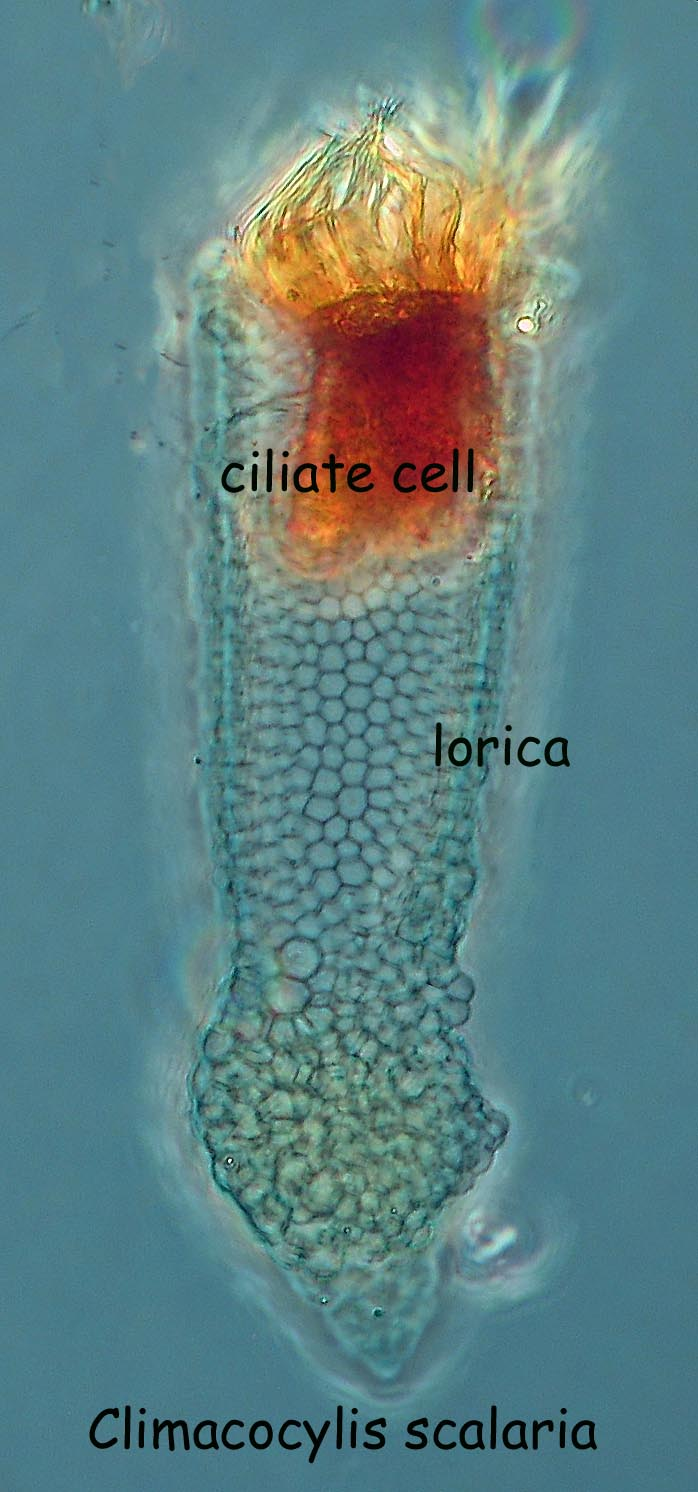
Climacocylis scalaria (Metacylididae).
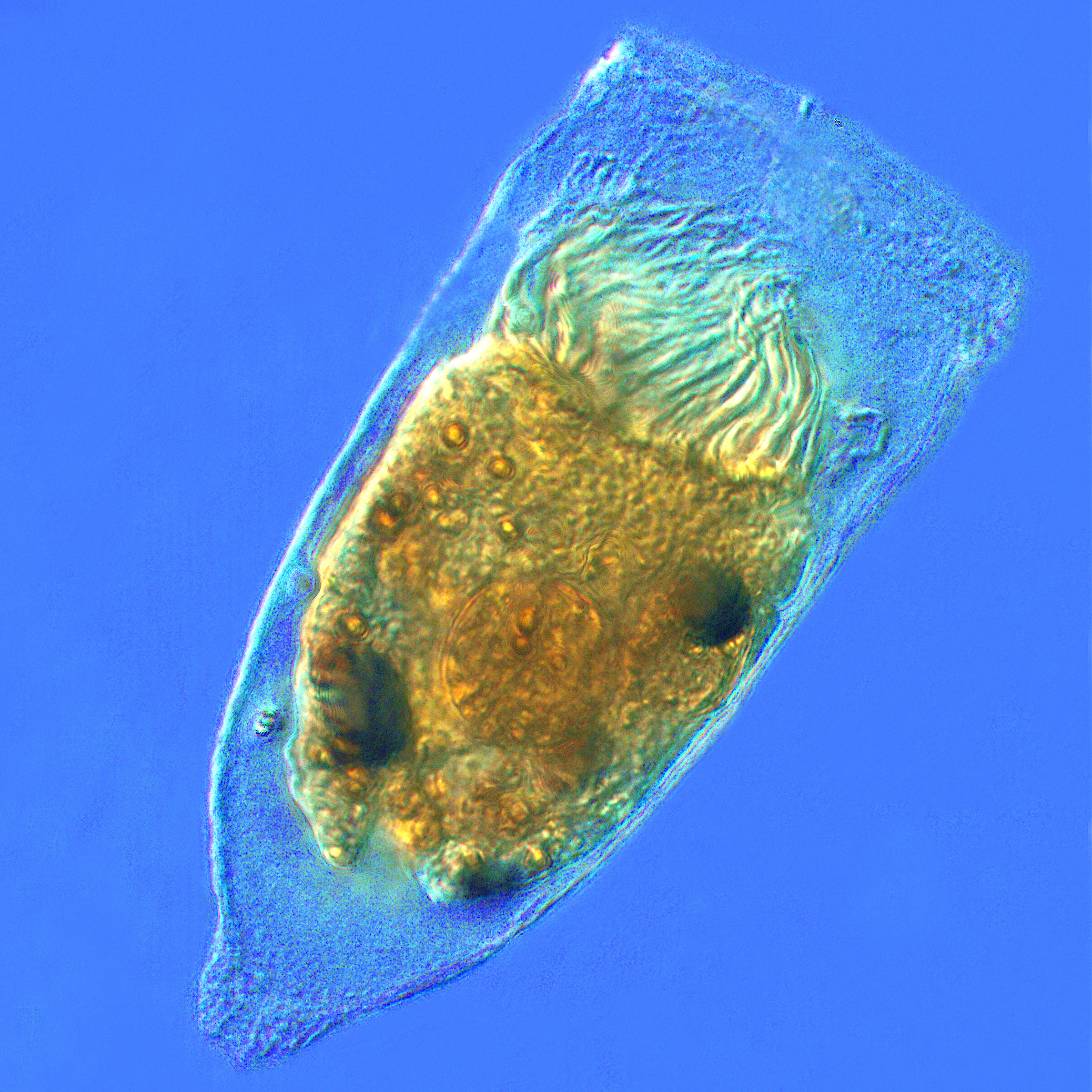
Favella sp. (Ptychocylididae).
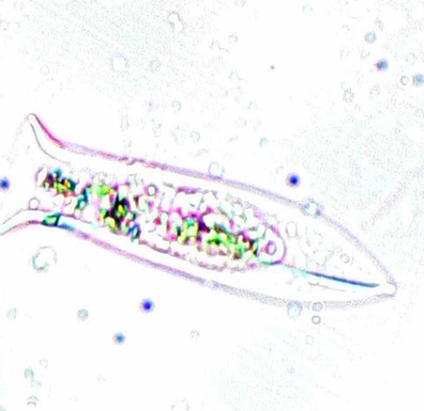
Amphorella sp. (Tintinnidae).

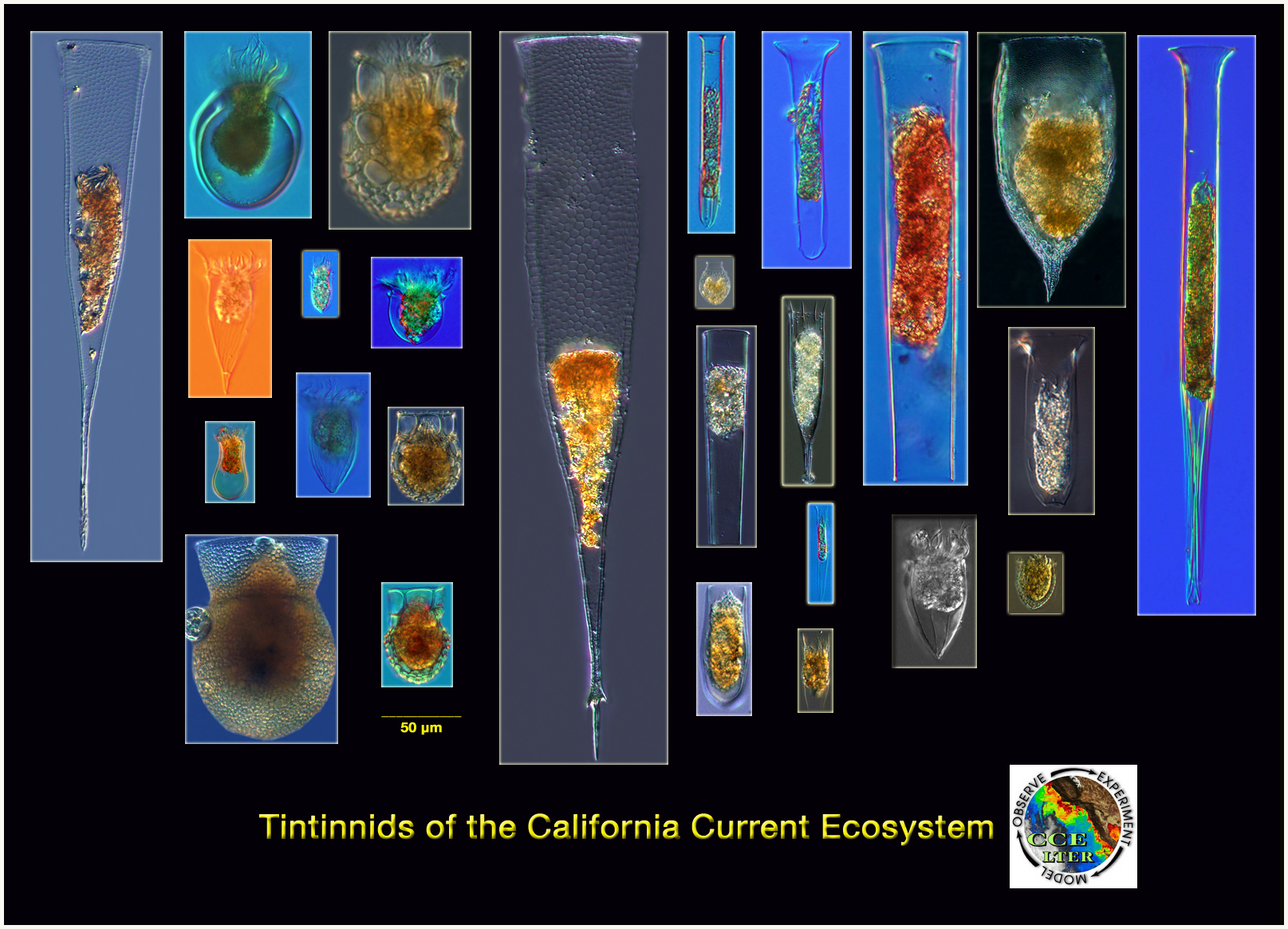
Tintinnides de Californie.
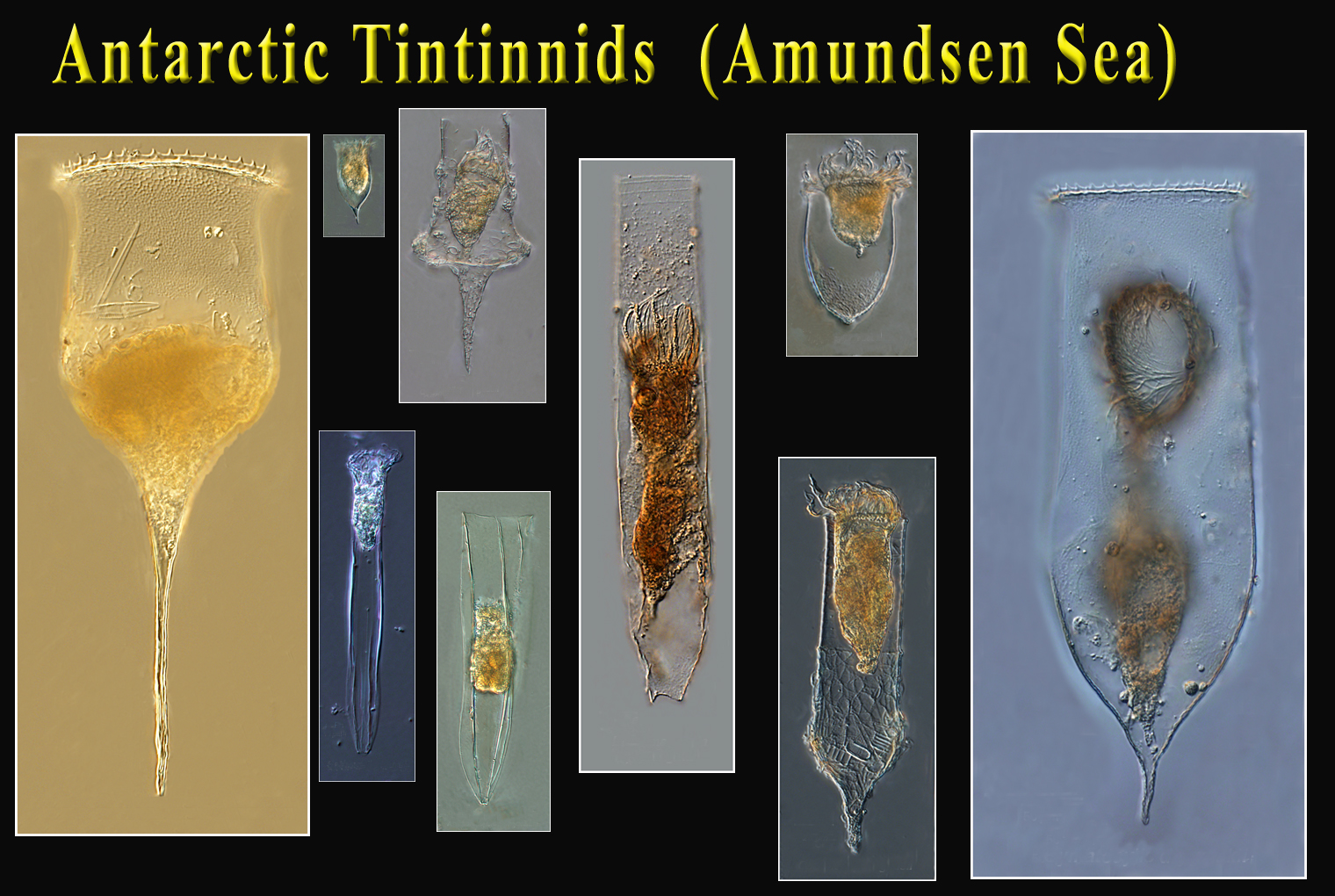
Tintinnides d'Antarctique.
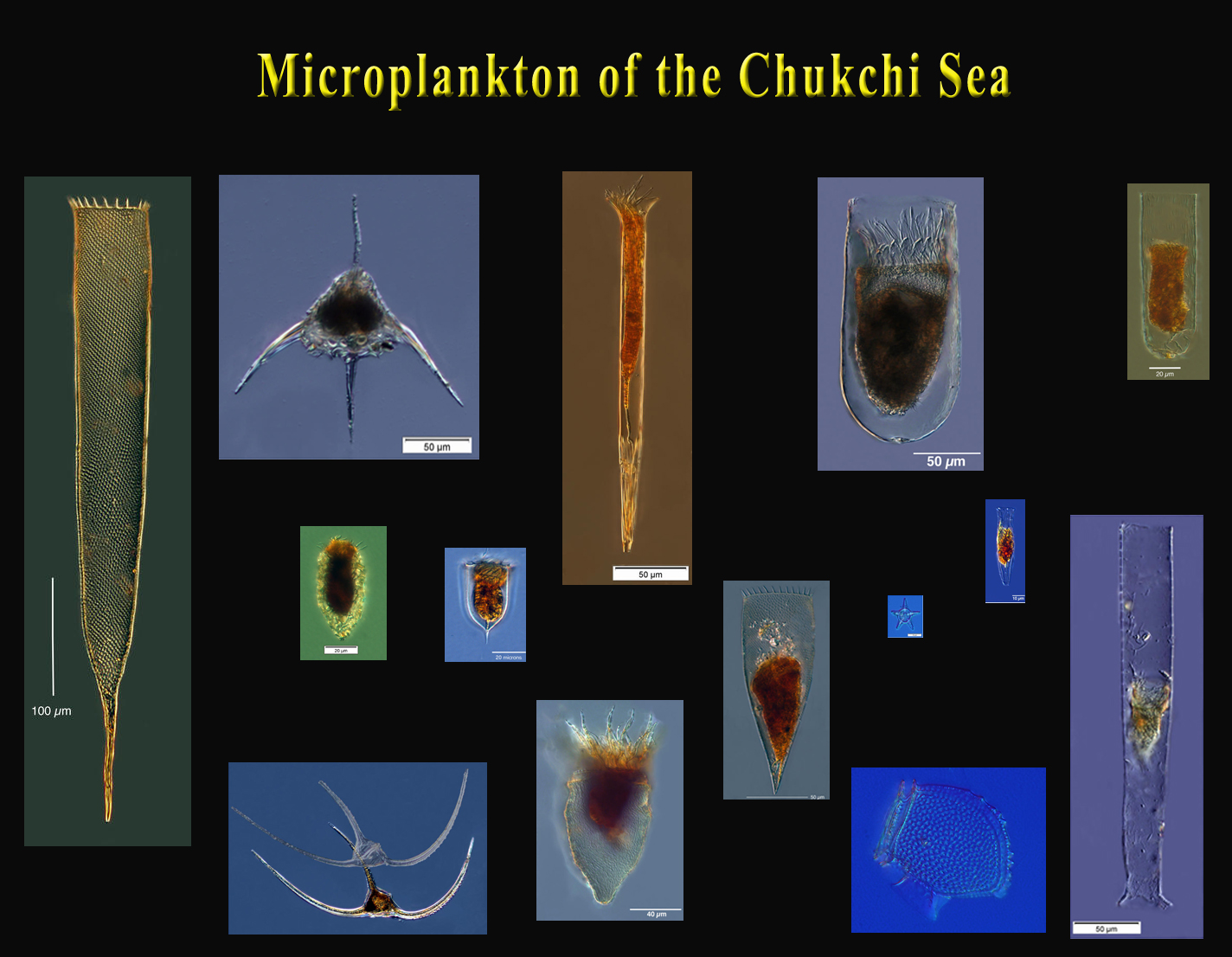
Tintinnides d'Arctique.
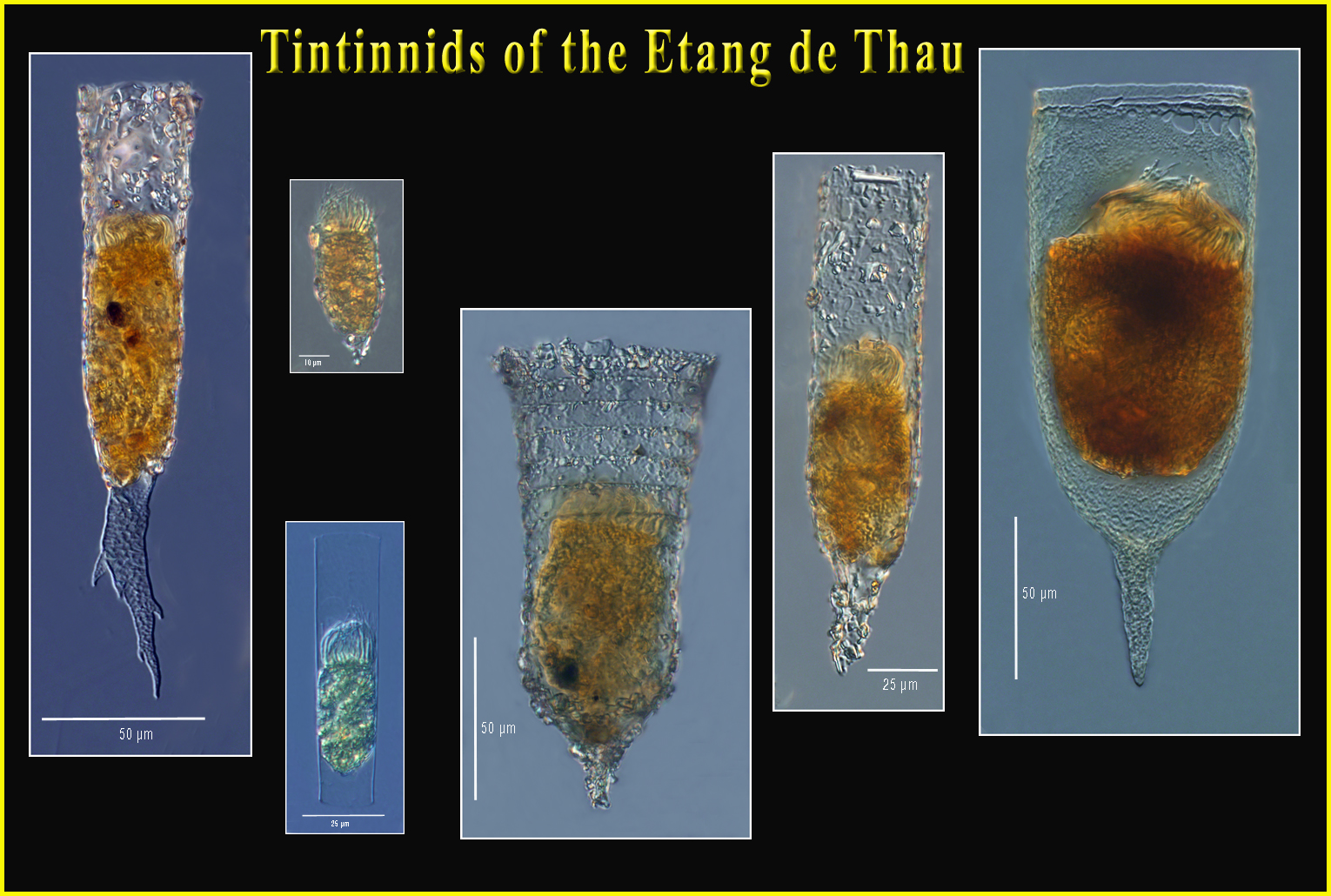
Tintinnides de l'Étang de Thau (Sète, France).
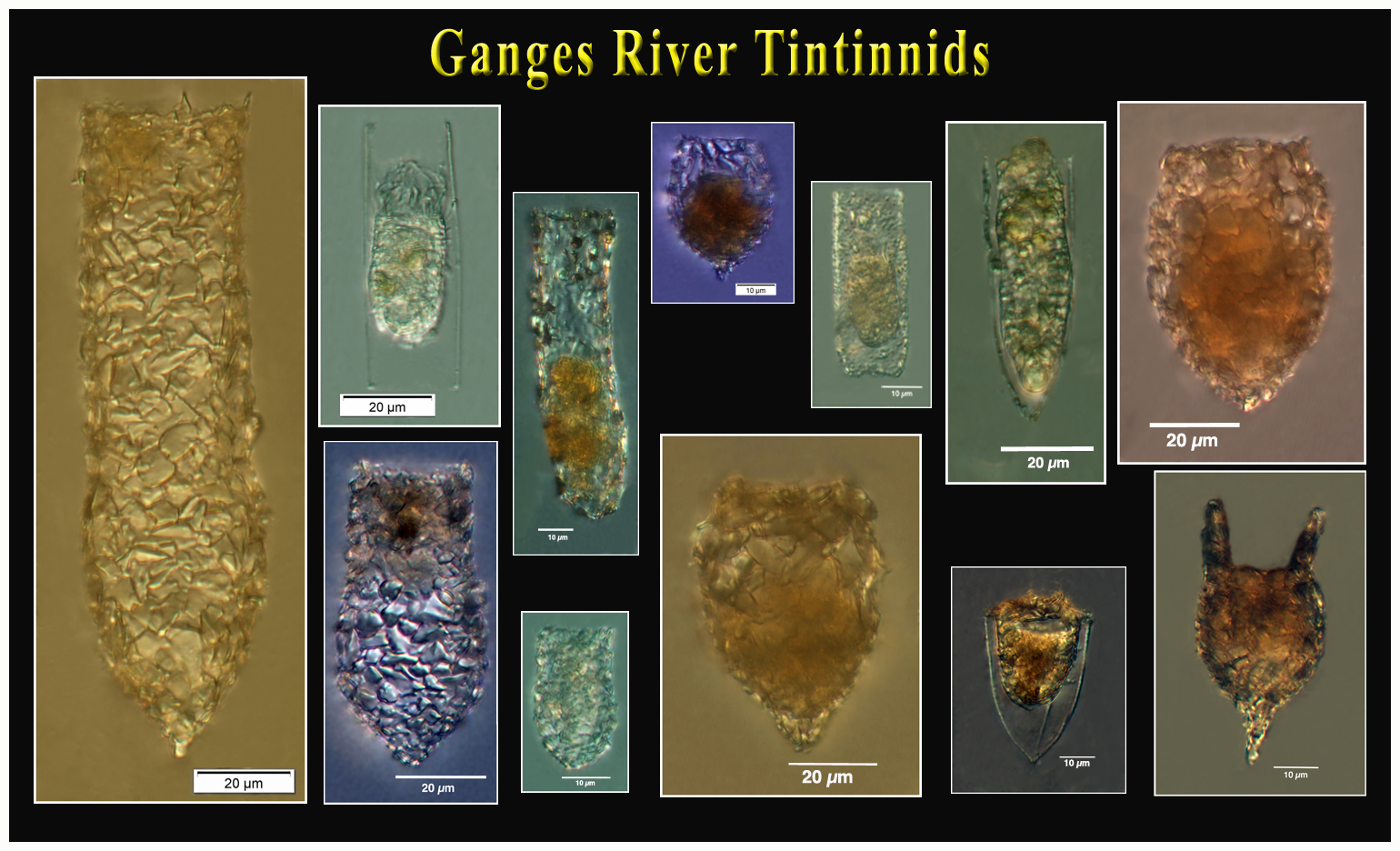
Tintinnides du Gange (Inde).